# Laurie Berthon
Laurie Berthon (Lyon, 26 de agosto de 1991) es una deportista francesa que compite en ciclismo en la modalidad de pista.
Ganó una medalla de plata en el Campeonato Mundial de Ciclismo en Pista de 2016 y dos medallas en el Campeonato Europeo de Ciclismo en Pista, plata en 2014 y bronce en 2016.

## Medallero internacional
| Campeonato Mundial | Campeonato Mundial      | Campeonato Mundial | Campeonato Mundial |
| Año                | Lugar                   | Medalla            | Competición        |
| ------------------ | ----------------------- | ------------------ | ------------------ |
| 2016               | Londres (Reino Unido)   | Medalla de plata   | Ómnium             |
| Campeonato Europeo |                         |                    |                    |
| Año                | Lugar                   | Medalla            | Competición        |
| 2014               | Baie-Mahault (Francia)  | Medalla de plata   | Scratch            |
| 2016               | Saint-Quentin (Francia) | Medalla de bronce  | Eliminación        |